# Сражение при Ресака-де-ла-Пальма
Сражение при Ресака-де-ла-Пальма (англ. Battle of Resaca de la Palma) — второе сражение американо-мексиканской войны и последнее сражение Техасской кампании, которое произошло 9 мая 1846 года на спорной территории между реками Нуэсес и Рио-Гранде. Мексиканская армия, отступающая после сражения при Пало-Альто, заняла более удобную позицию, на которой была атакована американской армией генерала Закари Тейлора и отступила, после чего покинула Техас.

## Предыстория
30 апреля армия генерала Ариста перешла реку Рио-Гранде у Лонгорено. Тейлор приготовил форт Браун к осаде, а остальную армию увёл в Пойнт-Изабель, чтобы прикрыть склады и пополнить боеприпасы. В форте осталось 500 человек под командованием майора Джекоба Брауна. Это были части 7-го пехотного полка, батарея 18-фунтовых орудий капитана Аллена Лоуда и батарея полевой артиллерии лейтенанта Брэкстона Брэгга.
3 мая Ариста начал обстрел форта Браун. Тейлор к этому времени пополнил припасы и, когда услышал грохот орудий, начал 7 мая обратный марш к форту, имея в своём распоряжении 2228 человек и обоз из 200 повозок. Ариста также покинул свой лагерь в Танкес-дель-Рамирено и выступил на перехват Тейлора.
Армия Тейлора выступила из лагеря утром 8 мая и к полудню вышла к равнине Пало-Альто, где встретила линию мексиканской армии. Тейлор построил армию в боевую линию и начал артиллерийский обстрел позиций противника. Ариста оказался в трудном положении, местность была неудобна для атаки, а его армия несла потери от артиллерийского огня. Попытка атаковать правый фланг Тейлора не удалась, а затем сорвалась атака левого фланга. Начало темнеть, и Ариста решил отступить на более удобную позицию.
Тейлор ожидал продолжения сражения. 9 мая в 07:00 рассвело, но американцы увидели только хвост колонны отступающего противника. Ариста решил отступить на более выгодную позицию. Тейлор долго колебался, ждал донесений разведки, советовался с высшими офицерами и лишь днём решился начать преследование противника. В 14:00 его армия начала марш, а в 15:00 ему поступили первые донесения о новой позиции противника.
От равнины Пало-Альто до реки Рио-Гранде было примерно 7 миль, и вся местность была покрыта чаппаралем и лесом. Армия Ариста, пройдя половину этого расстояния, остановилась около 10:00 у пересохшего русла реки, известного как Ресака де Гуэрреро. Это русло имело несколько сотен метров ширины и около метра глубины и больше напоминало грязный овраг. Дорога на форт Браун пересекала эту низину, а справа и слева от дороги находились небольшие озерца. Здесь у дороги Ариста сконцентрировал свою артиллерию, а армию разделил на два крыла: одно, самое мощное, справа от дороги, а второе слева. Некоторые части встали на южной стороне русла, некоторые с северной.
Выбранная генералом Ариста позиция перекрывала дорогу к форту Браун и имела ряд преимуществ. Густые заросли не позволяли американцам эффективно использовать артиллерию и тем уравнивали шансы с мексиканской армией, у которой уже не оставалось боеприпасов для орудий. Берега русла можно было использовать как естественное земляное укрепление, за которым пехота чувствовала себя увереннее. Но у позиции были и недостатки: она не позволяла отслеживать перемещения противника, артиллерия могла вести огонь только по линии дороги, а пехотные части плохо видели друг друга и у армии не было чувства единства и взаимной поддержки. Кроме того, части были расставлены так, что у боевой линии фактически не было резерва. Основной же проблемой было состояние армии. Многие не ели уже сутки, солдаты пали духом под огнём артиллерии 8 мая, а кроме того, бездействие генерала Ариста при Пало-Альто многими было воспринято, как предательство: ходили слухи, что он вступил в сговор с американцами для того, чтобы поднять мятеж. Всё это вместе приводило к тому, что никто не верил в успех сражения.

## Сражение
Тейлор начал наступление около 14:00, осторожно продвигаясь через заросли. Вперёд он послал отряд в 220 человек из 4-го пехотного полка под командованием капитана Маккола — при этом, приняв командование отрядом, Маккол сдал командование своей ротой лейтенанту Улиссу Гранту. Отряд состоял из нескольких пехотных рот, кавалерийского отряда Техасских Рейнджеров и небольшого отряда драгун под командованием лейтенанта Альфреда Плезонтона. Вскоре после 14:00 этот отряд увидел мексиканские орудия, которые сразу дали залп картечью, убив одного и ранив двух человек. Маккол отправил через драгун Плезонтона донесение в штаб; оно было получено около 15:00, а около 16:00 подошла основная армия. Батарея Рингольда, которой теперь командовал лейтенант Риджли, выдвинулась вперёд по дороге под прикрытием отряда Маккола справа и слева. Завязалась перестрелка. Отряд мексиканских улан атаковал батарею, но был отбит. Затем Риджли перенёс огонь на батареи противника, заставив их отступить, после чего открыл огонь картечью по зарослям, в основном для морального эффекта. Передовые позиции мексиканской армии занимал в основном 2-й лёгкий полк, который сражался уверенно, но потерял почти всех офицеров вплоть до подполковника Мариано Фернандеса, и только тогда отступил.
Одновременно справа и слева от дороги разворачивались части армии Тейлора. 3-й пехотный встал на крайнем правом фланге, 4-й пехотный развернулся поперёк дороги, а 5-й пехотный встал на левом фланге. 8-й пехотный держался в резерве. Всего было развёрнуто 1700 или 1800 человек, но общее управление войсками в густых зарослях было невозможно. Полки и даже роты не удавалось построить в единую линию, и армия наступала, разбившись на отдельные группы. «Я был на правом фланге, — вспоминал Грант, который командовал тогда ротой Маккола, — и повёл свою роту через заросли, выискивая проходимые места. В итоге я подошёл довольно близко, не зная об этом. Ядра свистели над самой нашей головой, сшибая верхушки чаппараля справа и слева. Мы не видели противника, так что я приказал людям лечь — приказ, который не пришлось повторять дважды. Мы оставались на этой позиции, пока не стало ясно, что по нам не стреляют, и тогда мы отошли, чтобы найти более удобный участок для наступления».
Историк Джастин Смит писал, что именно в этом бою отличился второй лейтенант инженерного корпуса Джордж Мид, который служил при штабе Тейлора. Сам Тейлор в рапорте отметил лейтенантов Блэйка и Мида, которые быстро доставляли его приказы на нужные участки поля боя.

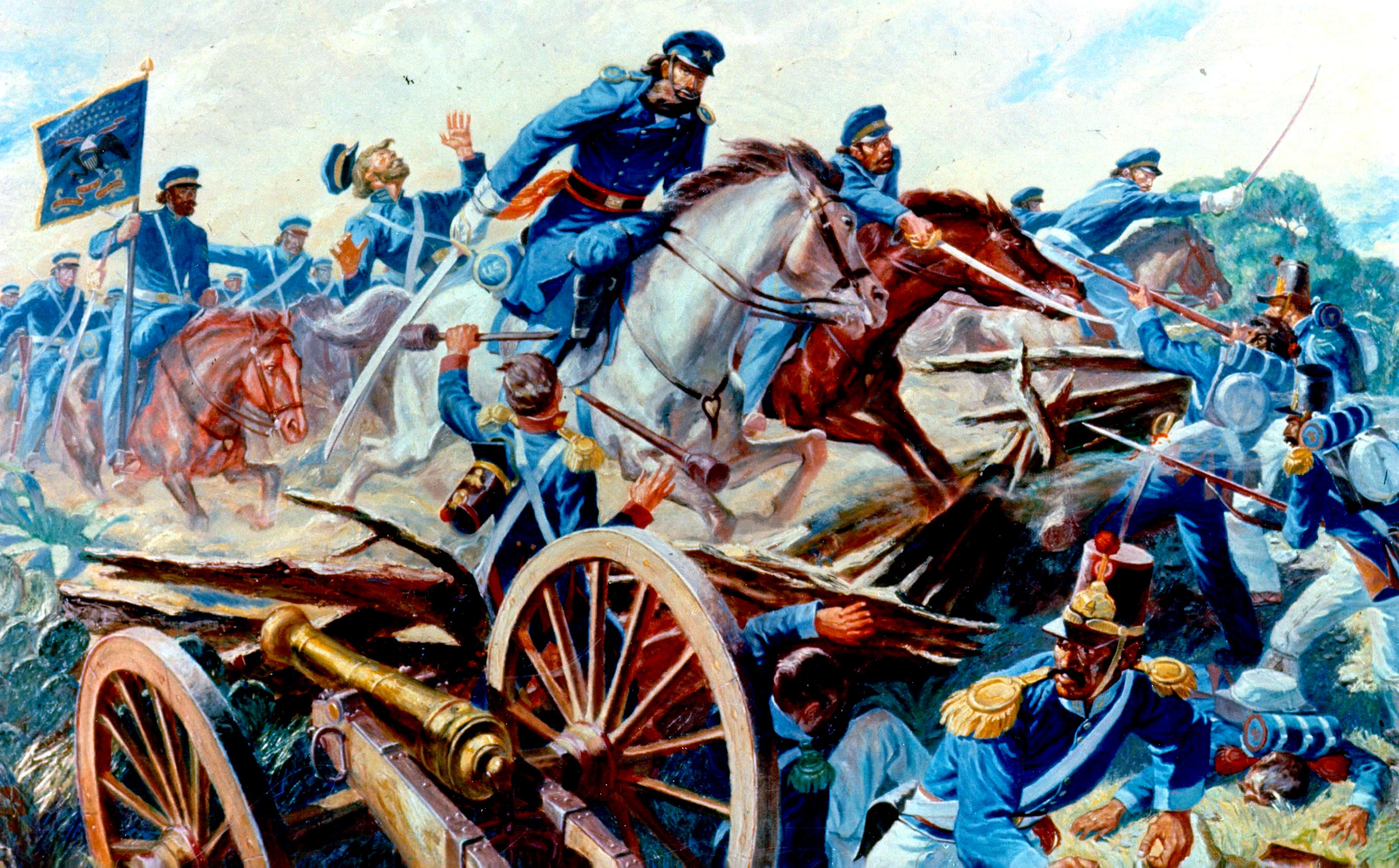
Атака капитана Мэя

Успешнее всего шло наступление правого фланга, где фронт мексиканцев прикрывало длинное озеро в русле реки. Американцам удалось найти путь в обход озера, который выводил в левый фланг мексиканской армии. В самом начале сражения Ампудья разместил там роту сапёров и роту 4-го пехотного полка, но эти силы были быстро опрокинуты. Мексиканцы перебросили из центра дополнительные силы, но и им не удалось остановить наступление американцев. Когда передовые отряды американской армии прорвались к поляне (так. наз. placeta), на которой размещался штаб генерала Ариста, левый фланг начал рушиться, и паника стала распространяться по всей линии. В 17:30 начал рассыпаться и правый фланг мексиканской армии. Примерно в это время генерал Тейлор, которому досаждала мексиканская батарея в центре позиции противника, решил взять её атакой и поручил это задание эскадрону 2-го драгунского полка, которым командовал капитан Чарльз Мэй. Драгуны построились в колонну по четыре и атаковали батарею из трёх орудий прямо по дороге, прорвались за батарею, потом на противоположную сторону низины, и там атаковали вторую батарею из четырёх орудий. Прорвавшись за эту батарею, он сумел собрать только 6 человек, с которыми повторно атаковал мексиканцев, вернувшихся ко второй батарее. При этой атаке был взят в плен мексиканский генерал Ромуло Диас де ла Вега. Мэй утверждал, что захватил его лично, хотя официально признано, что в плен генерала взял горнист эскадрона. В это время подошёл стоявший в резерве 8-й пехотный полк и Мэй сообщил ему, что захватил орудия, но не сможет их удержать. Полк бросился вперёд и захватил орудия. Атака Мэя происходила одновременно с прорывом американцев к штабу, и оба эти события стали поворотным моментом сражения: мексиканцы начали отступать.
В атаке Мэя участвовало две кавалерийские роты: его собственная и рота капитана Грэма, всего 67 рядовых. При роте Мэя находились лейтенанты Индж, Джордж Стивенс и Делос Сакетт, а при роте Грэма — лейтенанты Уиншип и Плезонтон. Погибли лейтенант Индж, 7 рядовых и 18 лошадей. ранены были 10 человек и 10 лошадей. Капрал Маккоули попал в плен к мексиканцам.
Генерал Ариста в тот день сильно переоценил силу своей позиции и потери американской армии 8 мая, и с утра пришёл к убеждению, что настоящего сражения не произойдёт. Он сдал командование генералу Веге и удалился в свою палатку. Когда началась стрельба, он решил, что это незначительная перестрелка. Когда американцы обошли мексиканский фланг, он только велел Ампудье отправить туда дополнительные силы и исправить положение. И только когда американцы прорвались к его штабу, он осознал масштабы происходящего. Рассылая проклятья, он бросился к кавалерии Террехона и приказал ему атаковать, а когда тот отказался, лично повёл кавалерию в атаку, которая была нацелена в основном на батарею лейтенанта Риджли. Риджли потом вспоминал, что уланы были так близко, что он сумел достать одного из них саблей. Но огонь американской пехоты заставил улан отойти. Правый мексиканский фланг, которые меньше других был под огнём, держался дольше всех, но в итоге стал отходить и он, и вся армия обратилась в бегство, бросив обозы.

## Последствия
Мексиканцы бежали к реке Рио-Гранде, и отходили за реку по нескольким переправам. Некоторые бежали к форту Техас, заразив паникой те части, что стояли у форта. Многие утонули, пытаясь переплыть Рио-Гранде. Тейлор так и не смог организовать преследования: эскадрон Мэя был истощён боем, а эскадрон Керра находился глубоко в тылу, охраняя обозы. Не было сделано попытки связаться с фортом Техас, чтобы его гарнизон атаковал отступающих. Ариста увёл за Рио-Гранде примерно 80 % от той армии, с которой начал кампанию. 9 мая он, согласно его рапорту, потерял 160 человек убитыми, 228 ранеными и 159 пропавшими без вести, хотя точность этих цифр вызывает сомнение. Американцы захватили в плен 14 офицеров и 8 орудий. Их собственные потери были невелики: 33 убитыми и 89 ранеными (39 и 82 согласно Уилкоксу).
Ариста отвёл свою полностью деморализованную армию в Матаморос. Она была в таком плохом состоянии, что британский консул предположил, что восстановить её боеспособность уже невозможно. Генерала обвиняли в некомпетентности и предательстве, у армии заканчивались боеприпасы и продовольствие, и только бездействие Тейлора внушало некоторые надежды. Тейлор был готов наступать на Матаморос, но требовалось навести мост через Рио-Гранде, а для этого ничего не было готово. Инженеры уже месяц напоминали Тейлору отдать распоряжения относительно этого моста, но он, по воспоминаниям Джорджа Мида, не обращал на них внимания. 17 мая Ариста выслал генерала Ракуэна на переговоры о приостановке боевых действий до тех пор, пока правительства не решат вопрос дипломатическим путём. Тейлор ответил, что уже делал такое предложение и оно было отклонено, а в настоящее время такие переговоры невозможны. Он объявил, что займёт Матаморос, а Ариста может покинуть его со всей армией. Ракуэна пообещал вечером дать ответ, но ответа не последовало. 18 мая Тейлор перешёл Рио-Гранде и обнаружил, что мексиканская армия покинула Матаморос, оставив там около 300 своих раненых. Все они были условно освобождены. Генерал Вега и ещё некоторые офицеры отказались от условного освобождения и были отправлены в Новый Орлеан.